# Оцу Юкі
Юкі Оцу (яп. 大津 祐樹, нар. 24 березня 1990, Міто) — японський футболіст, нападник клубу «Касіва Рейсол».
Виступав за клуби «Касіва Рейсол», «Боруссія» (Менхенгладбах) та «ВВВ-Венло», а також національну збірну Японії.

## Клубна кар'єра
Народився 24 березня 1990 року в місті Міто. Займався футболом у Вищій школі Сейріцу Гакуен.
У дорослому футболі дебютував 2008 року виступами за команду«Касіва Рейсол», в якій провів три з половиною сезони, взявши участь у 66 матчах чемпіонату. Більшість часу, проведеного у складі «Касіва Рейсол», був основним гравцем атакувальної ланки команди.
Своєю грою за цю команду привернув увагу представників тренерського штабу німецької «Боруссії» (Менхенгладбах), до складу якого приєднався 21 липня 2011 року. Відіграв за менхенгладбаський клуб наступний сезон своєї ігрової кар'єри, проте закріпитись так і не зумів, зігравши за цей час за основну команду лише три матчі у Бундеслізі і один на Кубок Німеччини.
31 серпня 2012 року уклав контракт із нідерландським «ВВВ-Венло». У першому сезоні 2012/13 клуб зайняв 17 місце і вилетів у другий за рівнем дивізіон країни, проте японець залишився в команді та провів у Еерстедивізі ще півтора року, але команда так і не повернулась в еліту.
У кінці 2014 року Оцу повернувся в рідний клуб «Касіва Рейсол». Відтоді встиг відіграти за команду з Касіви 21 матч в національному чемпіонаті.

## Виступи за збірні
Протягом 2011—2012 років залучався до складу молодіжної збірної Японії, був учасником футбольного турніру на Олімпійських іграх 2012 року у Лондоні. На молодіжному рівні зіграв у 14 офіційних матчах, забив 6 голів.
6 лютого 2013 року дебютував в офіційних іграх у складі національної збірної Японії в товариському матчі проти збірної Латвії, замінивши Сіндзі Окадзакі на 82-й хвилині. Наступного місяця провів ще один товариський матч проти збірної Канади, після чого за збірну більше не грав.

## Досягнення
- Чемпіон Японії: 2019